# Reserva Florestal de Recreio de Valverde

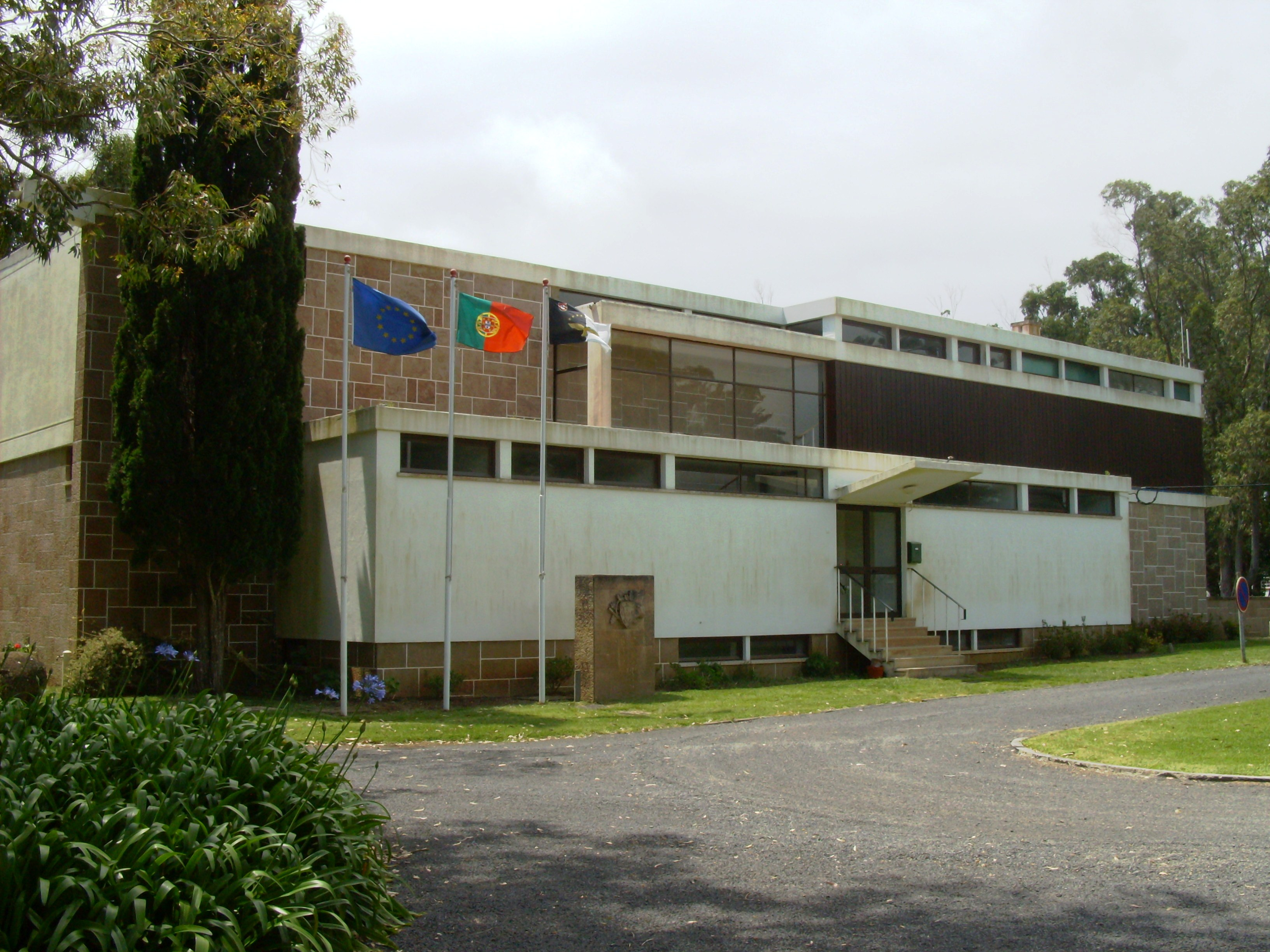
Reserva Florestal de Recreio de Valverde: sede dos Serviços Florestais.

A Reserva Florestal de Recreio de Valverde localiza-se na freguesia da Vila do Porto, concelho da Vila do Porto, na ilha de Santa Maria, nos Açores.
Criada pelo Decreto Legislativo Regional n° 16/89/A, de 30 de Agosto de 1989, encontra-se implantada na Zona Oeste da ilha, no lugar de Salvaterra, à saída da Vila do Porto. Situada a uma altitude de cerca de 30 metros do nível do mar, possui uma área de 4 hectares e é ocupada, essencialmente, por espécimes de cupressus e eucaliptos, registando-se ainda exemplares de espécies endémicas, como pau-branco e urze.
A reserva oferece ainda circuitos pedonais que dão acesso aos diversos equipamentos implantados como parques de estacionamento, parque de merendas, parque infantil, casas de banho, cercas dos animais (mamíferos e aves) e miradouros.
Em 1 de maio de 2012 foi reaberta ao público, após uma extensa campanha de intervenção, em que se destacaram trabalhos de renovação total das redes de abastecimento de água e energia elétrica, de recuperação e construção de abrigos para merendas, beneficiação da área de recreio infantil, instalação de um circuito de manutenção e a recuperação do miradouro sobre Vila do Porto.

## Galeria

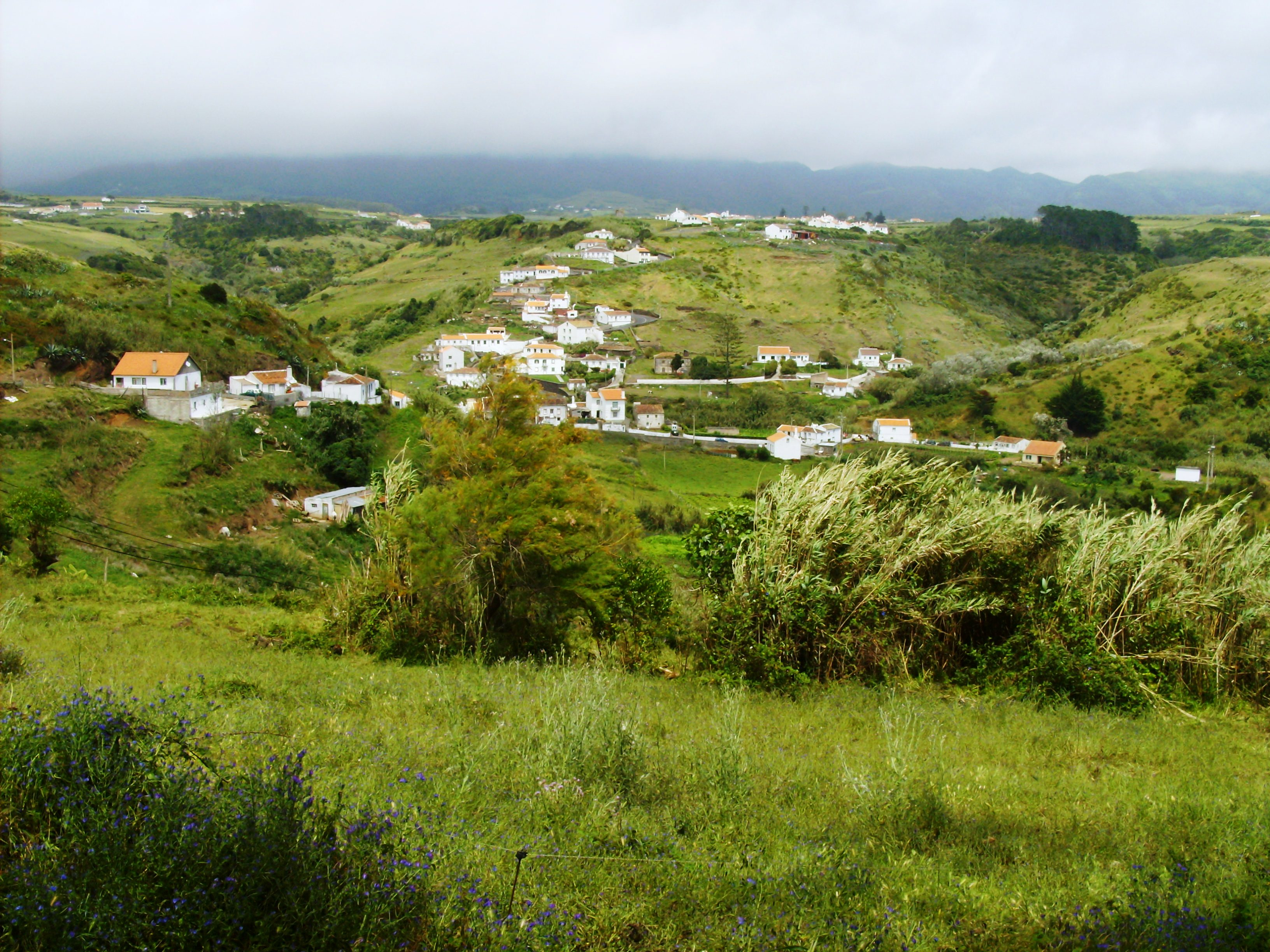
Valverde
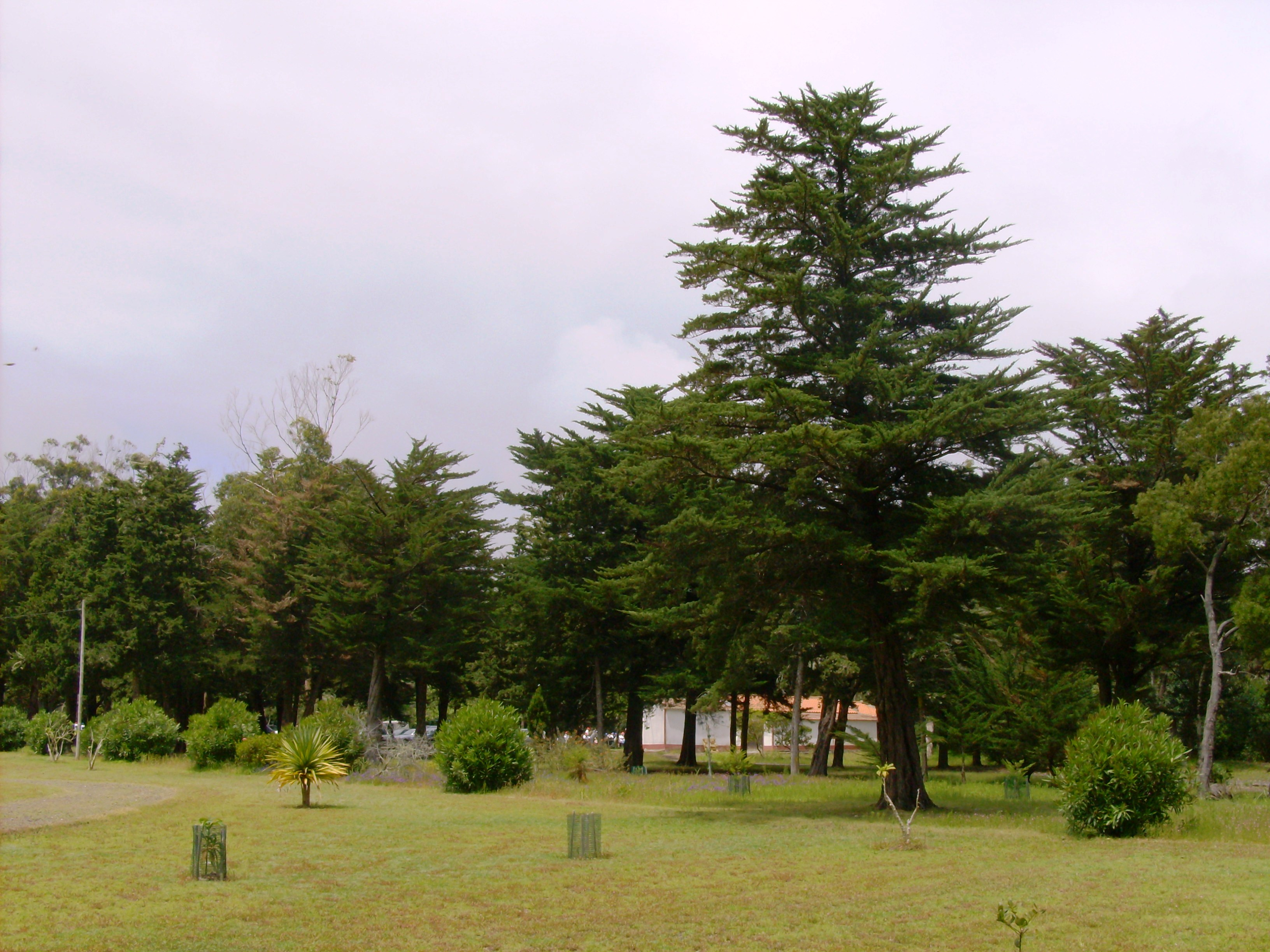
Relvado
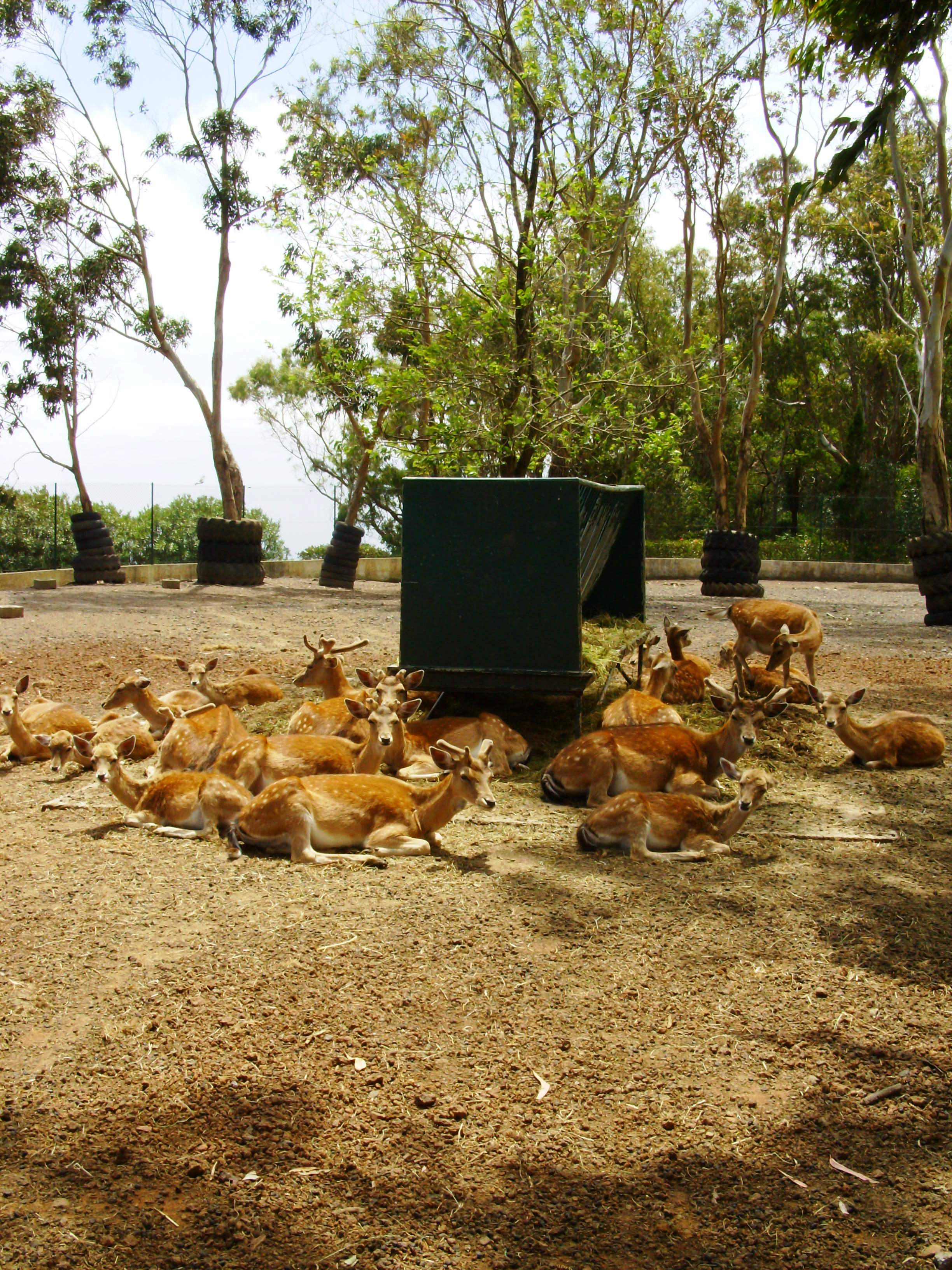
Cervos
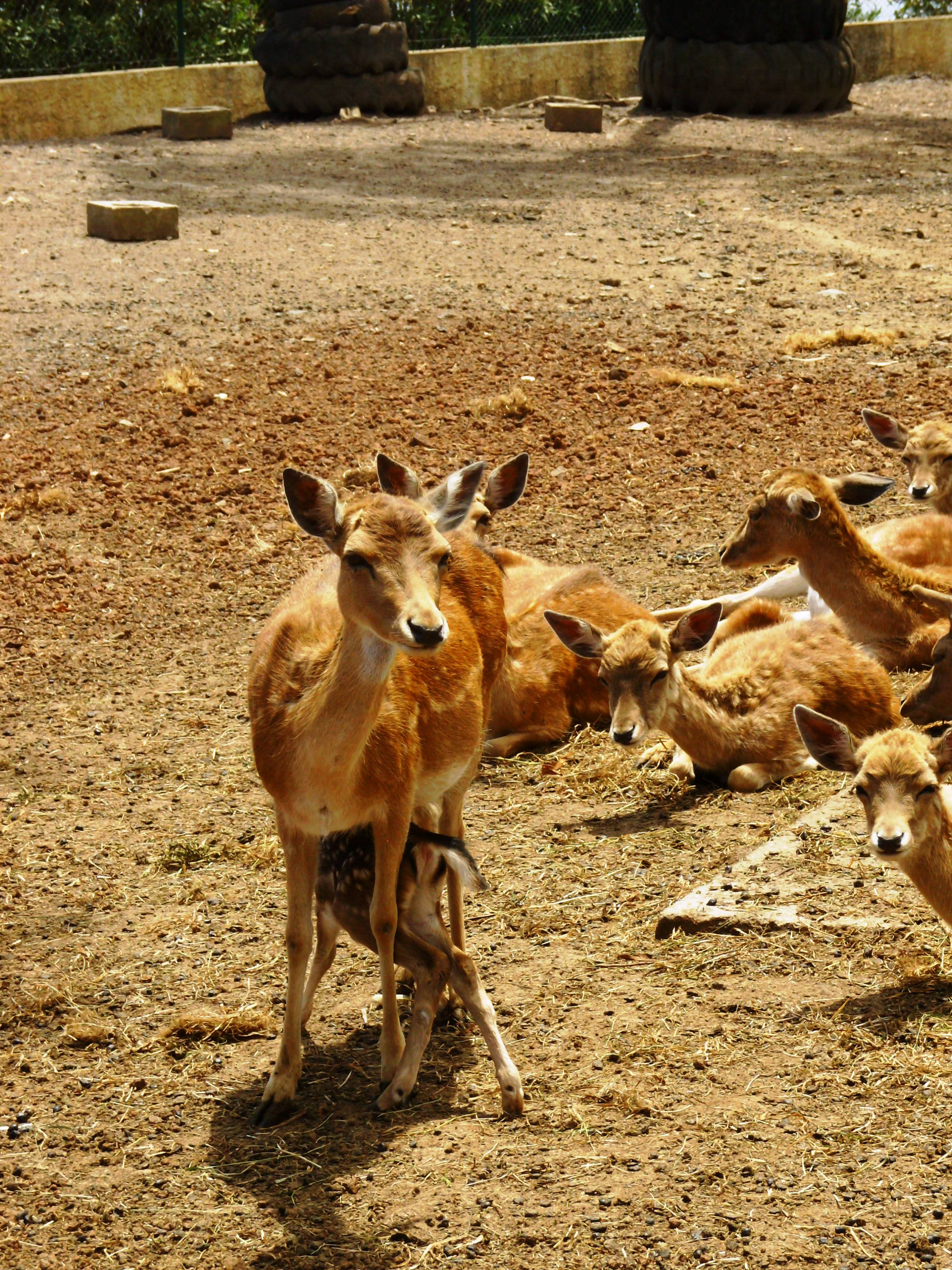
Fêmea amamentando
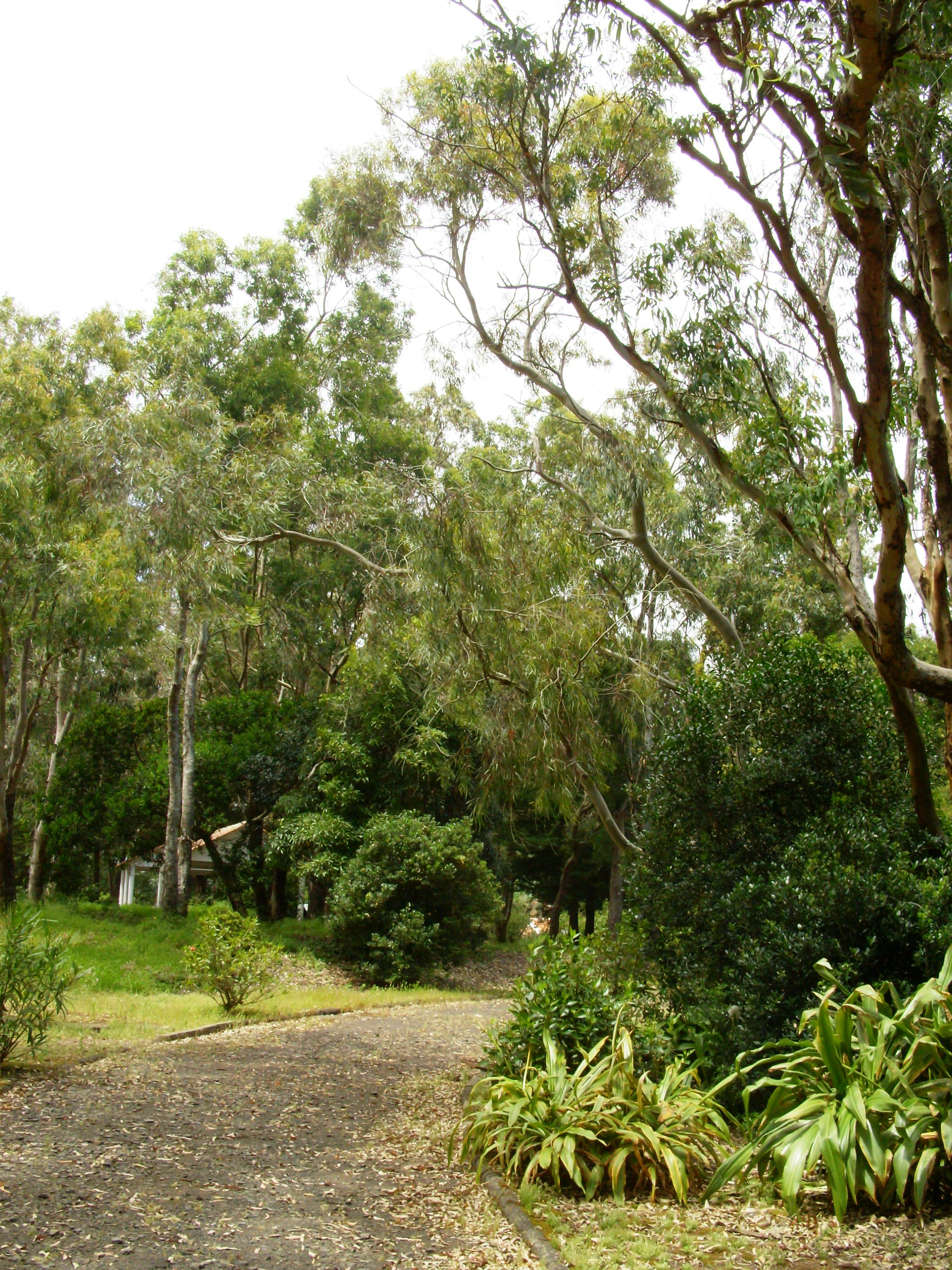
Circuito pedonal
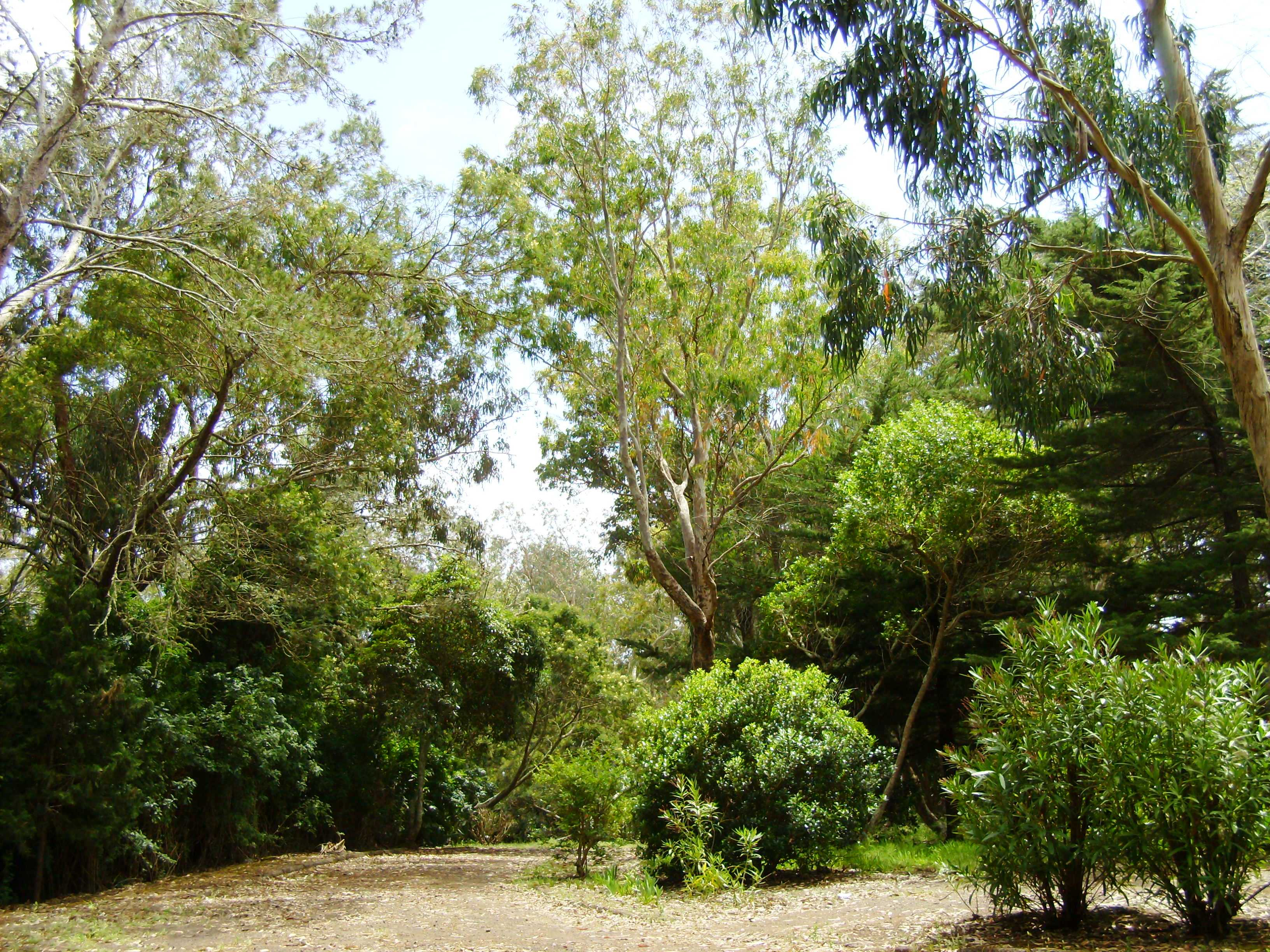
Espécies vegetais
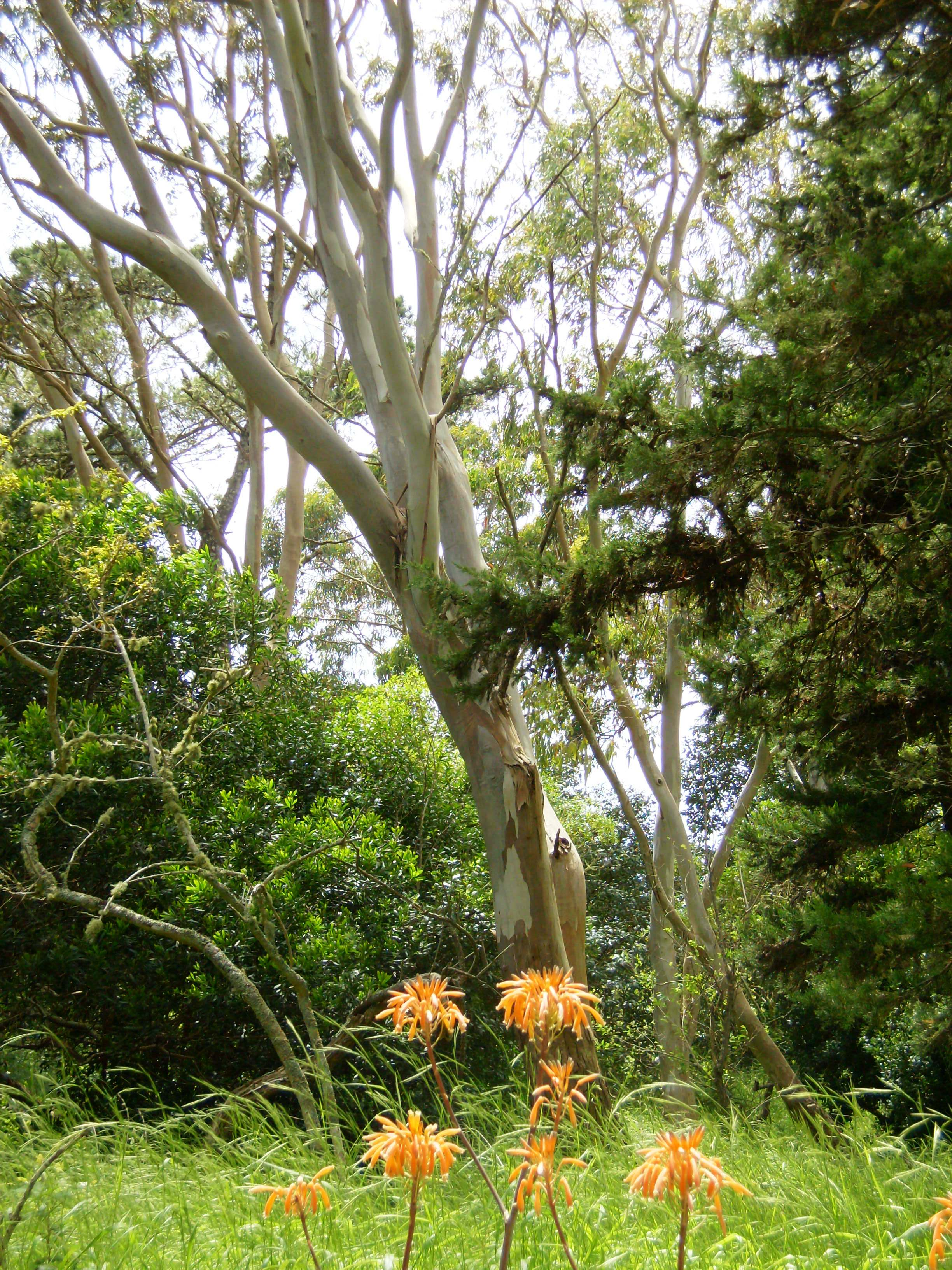
Espécies vegetais
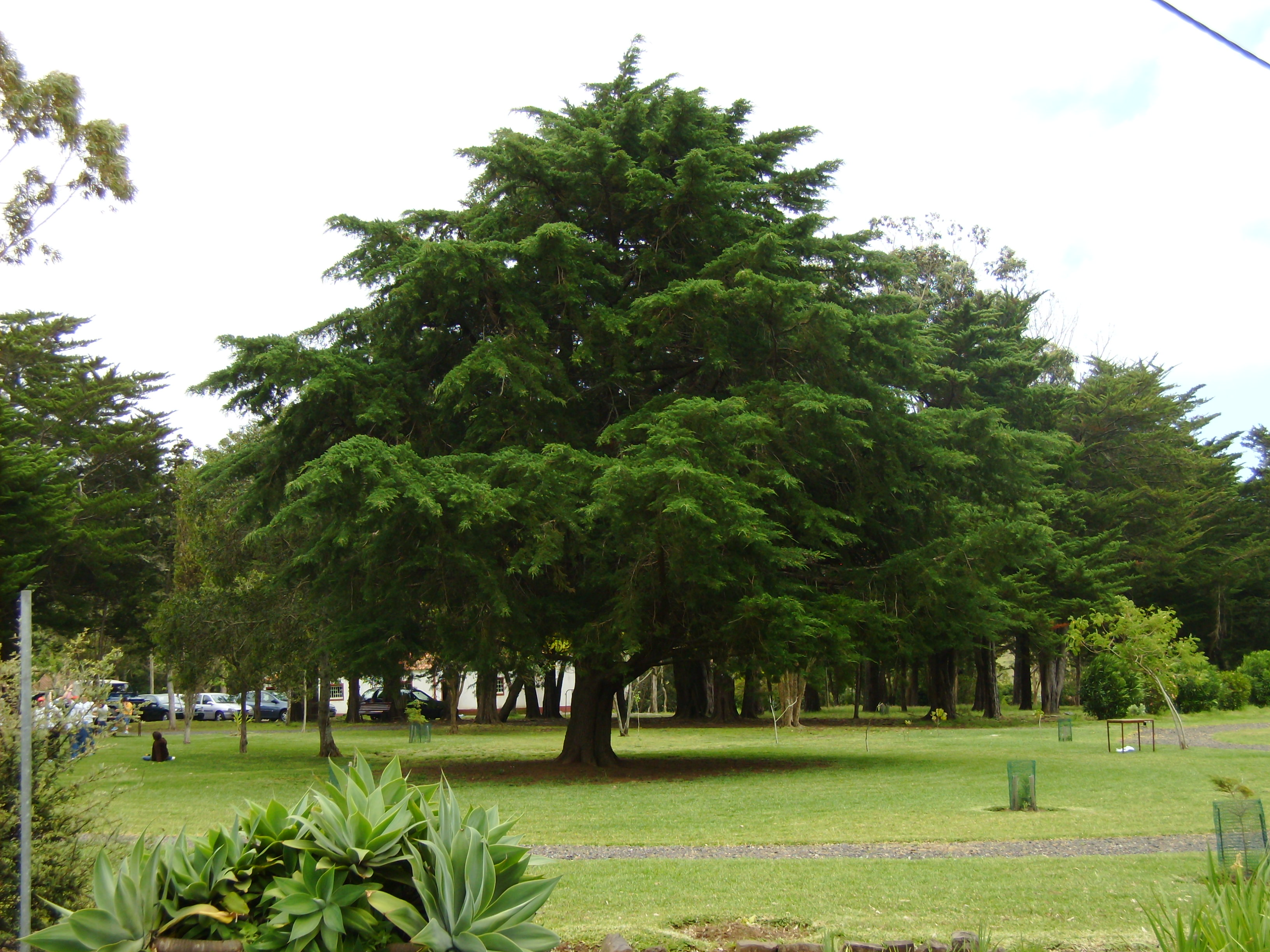
Espécies vegetais